# Acidianus

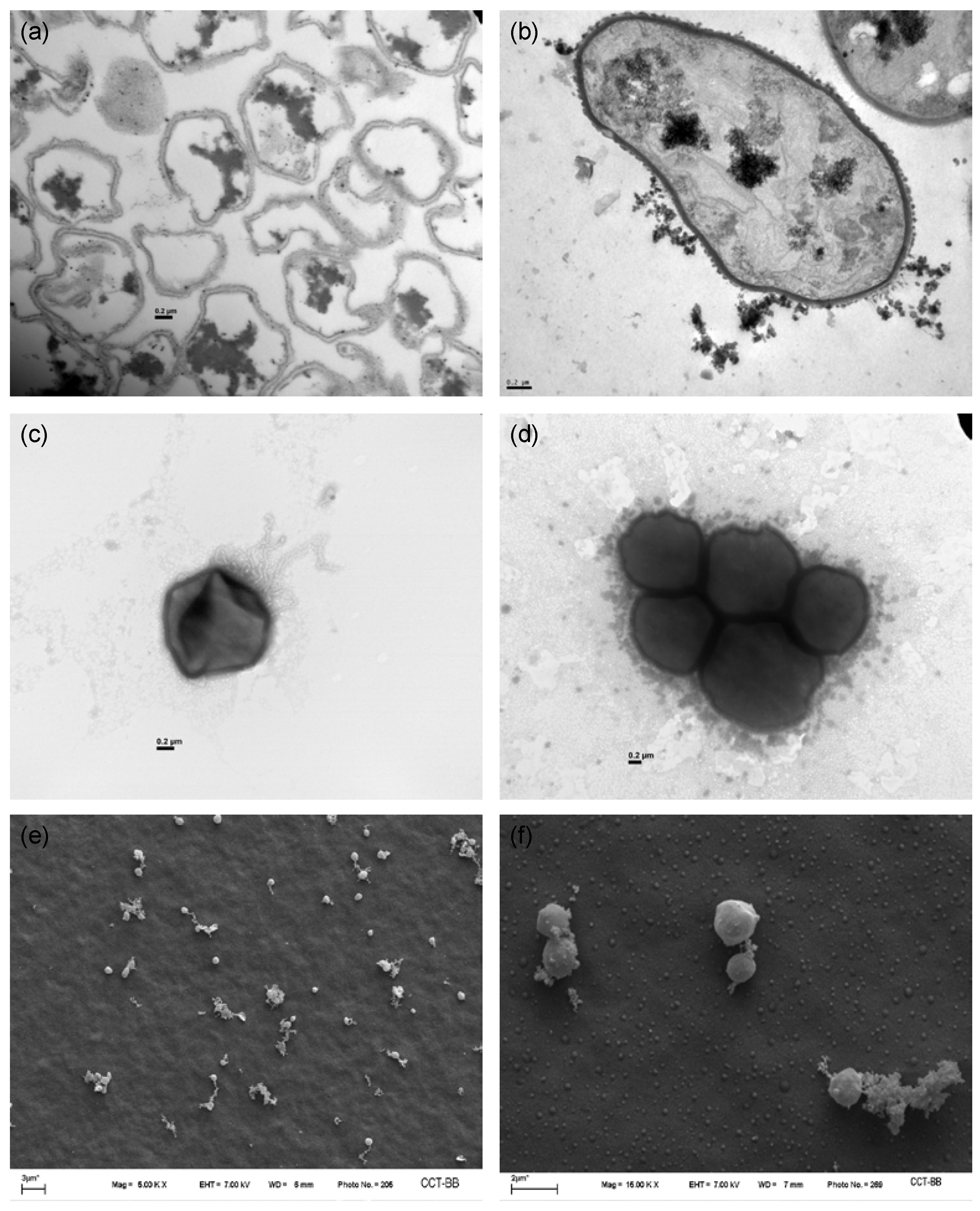
Zellen von „Ca. A. copahuensis“, (a-d) TEM- und (e,f) REM-Mikroaufnahmen, jewils mit verschiedenen Nährmedien.

Acidianus ist eine Gattung fakultativ aerober thermoacidophiler (wärme- und säureliebender) Archaeen in der Familie Sulfolobaceae der Klasse (Biologie) Thermoprotei („Crenarchaeen“).

## Beschreibung
Die Archaeen der Gattung Acidianus werden aus heißen Quellen und (an Land) Fumarolen isoliert. Auch wenn Stoffwechsel und Wachstumsbedingungen je nach Art leicht variieren, ist ihnen ihre eher unregelmäßig geformte Kokkengestalt gemeinsam, und dass sie starke Säure und relativ hohe Temperaturen bevorzugen. Ein weiteres gemeinsames Merkmal ist, dass sie durch Schwefeloxidation unter aeroben Bedingungen wachsen können. Sie ähneln stark den Schwesterarten Sulfolobus und Saccharolobus (mit S. solfataricus) aus der gemeinsamen Familie Sulfolobaceae. Während Sulfolobus ausschließlich aerob wachsen kann, kann Acidianus auch anaerob wachsen, indem diese Archaeen Wasserstoff mit Schwefel reduzieren – eine Ausnahme ist A. sulfidivorans, das Schwefelwasserstoff mit Eisen(III) reduziert). Zudem sind die meisten Acidianus-Arten nicht beweglich.
Grundsätzlich sind die Acidianus-Arten obligat chemolithoautotroph und oxidieren Schwefel, Sulfide und Eisen(II) unter aeroben Bedingungen oder reduzieren Wasserstoff mit Schwefel. 
In beiden Fällen ist Kohlendioxid die einzige Kohlenstoffquelle.
Auch hier gibt es ein Ausnahme: A. brierleyi ist ein fakultativ autotropher Organismus, der unter aeroben Bedingungen auch abhängig wachsen kann, indem er Peptide sowohl als Energie- als auch als Kohlenstoffquelle nutzt.
Der pH-Bereich für das Wachstum der Acidianus-Arten liegt im Allgemeinen zwischen 1 und 3, wobei A. sulfidivorans bei dem niedrigsten pH-Wert von 0,35 wächst – dem niedrigsten aller Crenarchaeen (Thermoproteati). 
Die Wachstumstemperatur von A. brierleyi ist mit 45–75 °C relativ niedrig, während A. infernus bei 85–96 °C  wächst, was für diese Ordnung Sulfolobales recht hoch ist.
Wie von anderen Organismen bekannt gibt es Unterschiede in Eigenschaften zwischen aeroben kultivierten und anaeroben kultivierten Linien, beispielsweise hinsichtlich der Zellfarbe und der Haltbarkeitsdauer.

## Systematik
Die derzeit akzeptierte Taxonomie basiert auf der List of Prokaryotic names with Standing in Nomenclature (LPSN) und dem National Center for Biotechnology Information (NCBI).
Gattung Acidianus Segerer et al. 1986(L,N) [Desulfurolobus Zillig & Böck 1987(L,N), „Sulfosphaerellus“ Zhong et al. 1982]
- Spezies Acidianus ambivalens (Zillig & Böck 1987) Fuchs et al. 1996(L,N)[3] [Desulfurolobus ambivalens Zillig & Böck 1987(L)[3]]
  - Stamm DSM 3772(L,N,G) alias LEI 10(G), Lei 10, CIP 104912, JCM 9191 oder D85506(L,N)[A. 2] – Fundort: Solfatarische Schlamm an der Spalte Leirhnúkur,[8] Island(B)

- Spezies Acidianus brierleyi (Zillig et al. 1980) Segerer et al. 1986(N)[4] [Sulfolobus brierleyi Zillig et al. 1980(L,N)[9], „Aramenus brierleyi“[A. 3]]
  - Stamm DSM 1651(L,N,G) alias IFO 15269, JCM 8954, NBRC 15269 oder D26489(L,N) – Fundort: Abfluss einer heißen Quelle, Yellowstone-Nationalpark, Wyoming, USA(B)

- Spezies „Acidianus convivator“(N)
  - Stamm AA9[10] alias AA9T (meint AA9ᵀ)(N) – Fundort: Heiße Quelle in Pozzuoli, Italien(N)

- Spezies „Ca. Acidianus copahuensis“ Giaveno et al. 2013(L,N)
  - Stamm ALE1(L,N,G) – Fundort: Vulkan Copahue, Neuquén, Argentinien(N)
  - Stamm DSM 29099(B,G) alias RZ1(B) – Fundort: Caviahue-Copahue, Neuquén, Argentinien(B)

- Spezies „Acidianus hospitalis“ Bettstetter et al. 2003(L,N)
  - Stamm SCGC AC-742_N10(G) – Fundort: Heiße Quelle NL01 im Yellowstone-Nationalpark, USA(G)
  - Stamm RBS.bin.2(G)
  - Stamm W1(N,G)

- Spezies Acidianus infernus Segerer et al. 1986(L,N)[4] (Typusart)
  - Stamm DSM 3191(L,N,G) alias IFO 15270, JCM 8955, NBRC 15270 oder So4a(L,N) – Fundort: Solfatara, Phlegräische Felder, Pozzuoli, Italien[4]
  - Stamm CF.Pisc.bin.9(G,N) – Fundort: Pisciarelli, Phlegräische Felder (Campi Flegrei, CF), Italien(N)
  - Stamm CF.Solf.bin.14(N) – Fundort: Pisciarelli, Phlegräische Felder (Campi Flegrei, CF), Italien(N)
  - Stamm Re.bin.131(G,N) – Fundort: Geothermalquelle Jotun nahe Roosflya,[11] Spitzbergen(N)

- Spezies „Acidianus manzaensis“ Yoshida et al. 2006(L,N)
  - Stamm ATCC BAA-1057 alias NA-1 oder NBRC 100595(L,N)
  - Stamm YN-25 (G) – Fundort: vulkanische heiße Quelle, Tengchong, Yunnan, China(G)

- Spezies „Acidianus pozzuoliensis“ Vestergaard et al. 2005(N)
  - Stamm AJ884675(N)[12] – Fundort: Heiße Quelle in Pozzuoli, Italien(N)

- Spezies Acidianus sulfidivorans Plumb et al. 2007(L,N)[5]
  - Stamm JP7(L,N,G) alias DSM 18786 oder JCM 13667(L,N) — Fundort: Solfatar auf Niolam (Lihir Island), Papua-Neuguinea(L)

- Spezies „Acidianus tengchongensis“ He et al. 2004(L)[7] [„Acidianus tengchongenses“ He et al. 2001[13](L), Acidianus sp. S5,[14]  „Sulfosphaerellus thermoacidophilum“ Zhong et al. 1982[6][14]][A. 1]
  - Stamm S5(L,N)[14][13] ?alias SUSF(?) – Fundort: Tengchong, Yunnan, China(N)

- Spezies Acidianus sp021655615(G) [Acidianus sp. HS-5(N)]
  - Stamm HS-5(N,G) – Fundort: Unzen, Präfektur Nagasaki, Japan(N,G)

- Spezies „Acidianus uzoniensis“ Bize et al. 2008[10]
  -  ? Stamm Sample 2 – Fundort: heiße Quelle am Hang eines schwefelhaltigen Hügels, westlicher Rand des östlichen Thermalfelds der Uson Caldera, Kamtschatka[10]

- Spezies Acidianus sp. Acii18(N)
  - Stamm Acii18(N) – Fundort: Pozzuoli, Italien(N)
- Spezies Acidianus sp. Acii19(N)
  - Stamm Acii19(N) – Fundort: Pozzuoli, Italien(N)
- Spezies Acidianus sp. Acii25(N)
  - Stamm Acii25(N) – Fundort: Pozzuoli, Italien(N)
- Spezies Acidianus sp. Acii26(N)[12]
  - Stamm Acii26(N)[12] – Fundort: Pozzuoli, Italien(N)
- Spezies Acidianus sp. AD1(N)[12]
  - Stamm AD1[12] – Fundort: Pozzuoli, Italien(N)
- Spezies Acidianus sp. A1-3(N)
  - Stamm A1-3(N) – Fundort: Solfatara, Pozzuoli, Italien[15]

(G) – Genome Taxonomy Database (GTDB)
(L) – List of Prokaryotic names with Standing in Nomenclature (LPSN)
(B) – BacDive – the Bacterial Diversity Metadatabase (DSMZ)
(N) – Taxonomie des National Center for Biotechnology Information (NCBI)
Anm.: Der erstgenannte „Stamm“ (bzw. DNA-Sequenz, MAG) ist die Referenz.

## Phylogenie
|  | A. sulfidivorans                                              |
|  |                                                               |
|  | \| \| A. ambivalens \| \| \| \| \| \| A. infernus \| \| \| \| |
|  |                                                               |
|  | A. ambivalens                                                 |
|  |                                                               |
|  | A. infernus                                                   |
|  |                                                               |

|  | A. ambivalens |
|  |               |
|  | A. infernus   |
|  |               |

|  | A. sulfidivorans                                              |
|  |                                                               |
|  | \| \| A. ambivalens \| \| \| \| \| \| A. infernus \| \| \| \| |
|  |                                                               |
|  | A. ambivalens                                                 |
|  |                                                               |
|  | A. infernus                                                   |
|  |                                                               |

|  | A. ambivalens |
|  |               |
|  | A. infernus   |
|  |               |

|  | "A. manzaensis" Yoshida et al. 2006 |
|  |                                     |
|  | A. sulfidivorans Plumb et al. 2007  |
|  |                                     |

|  | A. infernus Segerer et al. 1986                                                                                                  |
|  | |
|  | \| \| A. ambivalens (Zillig & Böck 1987) Fuchs et al. 1996 \| \| \| \| \| \| "A. hospitalis" Bettstetter et al. 2003 \| \| \| \| |
|  | |
|  | A. ambivalens (Zillig & Böck 1987) Fuchs et al. 1996                                                                             |
|  | |
|  | "A. hospitalis" Bettstetter et al. 2003                                                                                          |
|  | |

|  | A. ambivalens (Zillig & Böck 1987) Fuchs et al. 1996 |
|  |                                                      |
|  | "A. hospitalis" Bettstetter et al. 2003              |
|  |                                                      |

|  | "A. manzaensis" Yoshida et al. 2006 |
|  |                                     |
|  | A. sulfidivorans Plumb et al. 2007  |
|  |                                     |

|  | A. infernus Segerer et al. 1986                                                                                                  |
|  | |
|  | \| \| A. ambivalens (Zillig & Böck 1987) Fuchs et al. 1996 \| \| \| \| \| \| "A. hospitalis" Bettstetter et al. 2003 \| \| \| \| |
|  | |
|  | A. ambivalens (Zillig & Böck 1987) Fuchs et al. 1996                                                                             |
|  | |
|  | "A. hospitalis" Bettstetter et al. 2003                                                                                          |
|  | |

|  | A. ambivalens (Zillig & Böck 1987) Fuchs et al. 1996 |
|  |                                                      |
|  | "A. hospitalis" Bettstetter et al. 2003              |
|  |                                                      |

|  | "A. manzaensis" Yoshida et al. 2006 |
|  |                                     |
|  | A. sulfidivorans Plumb et al. 2007  |
|  |                                     |

|  | A. infernus Segerer et al. 1986                                                                                                  |
|  | |
|  | \| \| A. ambivalens (Zillig & Böck 1987) Fuchs et al. 1996 \| \| \| \| \| \| "A. hospitalis" Bettstetter et al. 2003 \| \| \| \| |
|  | |
|  | A. ambivalens (Zillig & Böck 1987) Fuchs et al. 1996                                                                             |
|  | |
|  | "A. hospitalis" Bettstetter et al. 2003                                                                                          |
|  | |

|  | A. ambivalens (Zillig & Böck 1987) Fuchs et al. 1996 |
|  |                                                      |
|  | "A. hospitalis" Bettstetter et al. 2003              |
|  |                                                      |

|  | "A. manzaensis" Yoshida et al. 2006 |
|  |                                     |
|  | A. sulfidivorans Plumb et al. 2007  |
|  |                                     |

|  | A. infernus Segerer et al. 1986                                                                                                  |
|  | |
|  | \| \| A. ambivalens (Zillig & Böck 1987) Fuchs et al. 1996 \| \| \| \| \| \| "A. hospitalis" Bettstetter et al. 2003 \| \| \| \| |
|  | |
|  | A. ambivalens (Zillig & Böck 1987) Fuchs et al. 1996                                                                             |
|  | |
|  | "A. hospitalis" Bettstetter et al. 2003                                                                                          |
|  | |

|  | A. ambivalens (Zillig & Böck 1987) Fuchs et al. 1996 |
|  |                                                      |
|  | "A. hospitalis" Bettstetter et al. 2003              |
|  |                                                      |

|  | "A. manzaensis" Yoshida et al. 2006 |
|  |                                     |
|  | A. sulfidivorans Plumb et al. 2007  |
|  |                                     |

|  | A. infernus Segerer et al. 1986                                                                                                  |
|  | |
|  | \| \| A. ambivalens (Zillig & Böck 1987) Fuchs et al. 1996 \| \| \| \| \| \| "A. hospitalis" Bettstetter et al. 2003 \| \| \| \| |
|  | |
|  | A. ambivalens (Zillig & Böck 1987) Fuchs et al. 1996                                                                             |
|  | |
|  | "A. hospitalis" Bettstetter et al. 2003                                                                                          |
|  | |

|  | A. ambivalens (Zillig & Böck 1987) Fuchs et al. 1996 |
|  |                                                      |
|  | "A. hospitalis" Bettstetter et al. 2003              |
|  |                                                      |

|  | "A. manzaensis" Yoshida et al. 2006 |
|  |                                     |
|  | A. sulfidivorans Plumb et al. 2007  |
|  |                                     |

|  | A. infernus Segerer et al. 1986                                                                                                  |
|  | |
|  | \| \| A. ambivalens (Zillig & Böck 1987) Fuchs et al. 1996 \| \| \| \| \| \| "A. hospitalis" Bettstetter et al. 2003 \| \| \| \| |
|  | |
|  | A. ambivalens (Zillig & Böck 1987) Fuchs et al. 1996                                                                             |
|  | |
|  | "A. hospitalis" Bettstetter et al. 2003                                                                                          |
|  | |

|  | A. ambivalens (Zillig & Böck 1987) Fuchs et al. 1996 |
|  |                                                      |
|  | "A. hospitalis" Bettstetter et al. 2003              |
|  |                                                      |

|  | "A. manzaensis" Yoshida et al. 2006 |
|  |                                     |
|  | A. sulfidivorans Plumb et al. 2007  |
|  |                                     |

|  | A. infernus Segerer et al. 1986                                                                                                  |
|  | |
|  | \| \| A. ambivalens (Zillig & Böck 1987) Fuchs et al. 1996 \| \| \| \| \| \| "A. hospitalis" Bettstetter et al. 2003 \| \| \| \| |
|  | |
|  | A. ambivalens (Zillig & Böck 1987) Fuchs et al. 1996                                                                             |
|  | |
|  | "A. hospitalis" Bettstetter et al. 2003                                                                                          |
|  | |

|  | A. ambivalens (Zillig & Böck 1987) Fuchs et al. 1996 |
|  |                                                      |
|  | "A. hospitalis" Bettstetter et al. 2003              |
|  |                                                      |

|  | "A. manzaensis" Yoshida et al. 2006 |
|  |                                     |
|  | A. sulfidivorans Plumb et al. 2007  |
|  |                                     |

|  | A. infernus Segerer et al. 1986                                                                                                  |
|  | |
|  | \| \| A. ambivalens (Zillig & Böck 1987) Fuchs et al. 1996 \| \| \| \| \| \| "A. hospitalis" Bettstetter et al. 2003 \| \| \| \| |
|  | |
|  | A. ambivalens (Zillig & Böck 1987) Fuchs et al. 1996                                                                             |
|  | |
|  | "A. hospitalis" Bettstetter et al. 2003                                                                                          |
|  | |

|  | A. ambivalens (Zillig & Böck 1987) Fuchs et al. 1996 |
|  |                                                      |
|  | "A. hospitalis" Bettstetter et al. 2003              |
|  |                                                      |

## Viren
Die Archaeen der Gattung Acidianus werden von einer Reihe verschiedengestaltiger Viren parasitiert. Im Detail:
- filamentöse und stäbchenförmige Viren (Ordnung Ligamenvirales)
  - Rudiviridae
    - Acidianus rod-shaped virus 1 (ARV-1, Spezies Itarudivirus pozzuoliense syn. Itarudivirus ARV1)
    - Acidianus rod-shaped virus 2 (ARV-2, Spezies Hoswirudivirus pozzuoliense syn. Hoswirudivirus ARV2)
    - Acidianus rod-shaped virus 3 (ARV-3, Spezies Hoswirudivirus acidiani syn. Hoswirudivirus ARV3)

Schemazeichnung eines Virions der Rudiviridae

- Ungulaviridae
  - Acidianus filamentous virus 1 (AFV-1, Spezies  Captovirus yellowstonense syn. Captovirus AFV1)

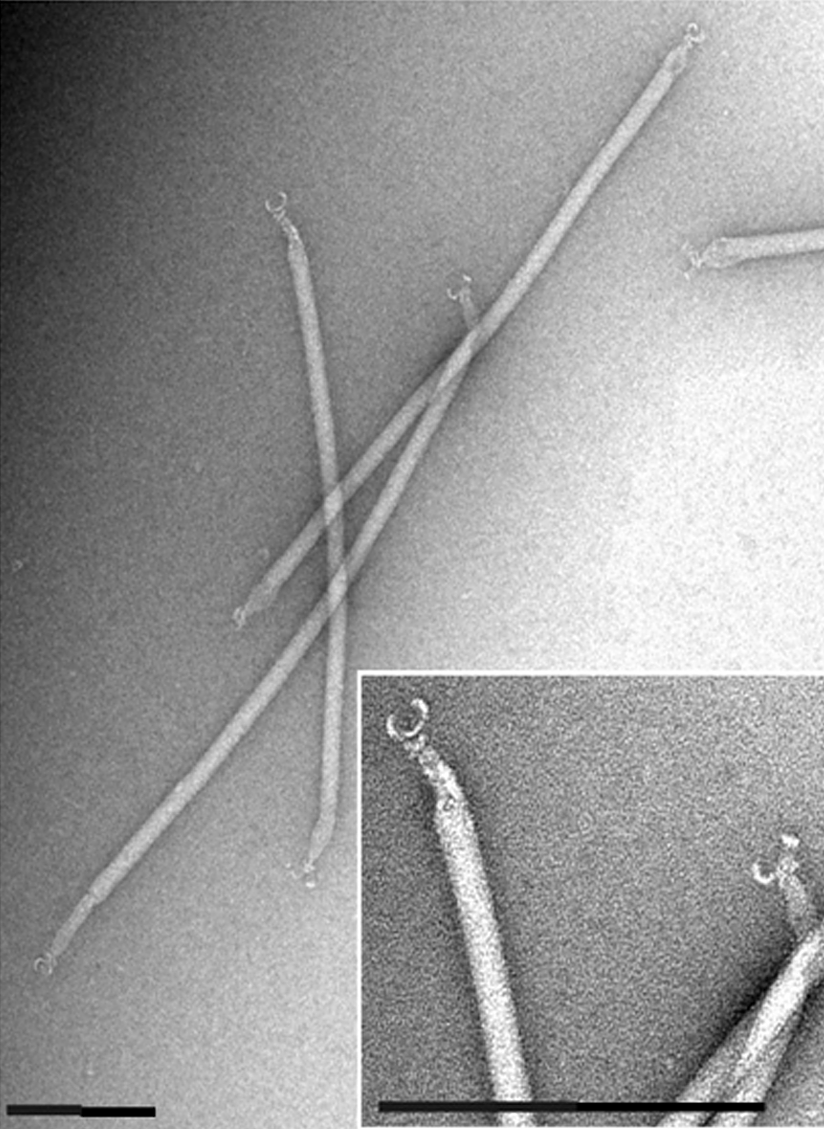
Acidianus filamentous virus 1
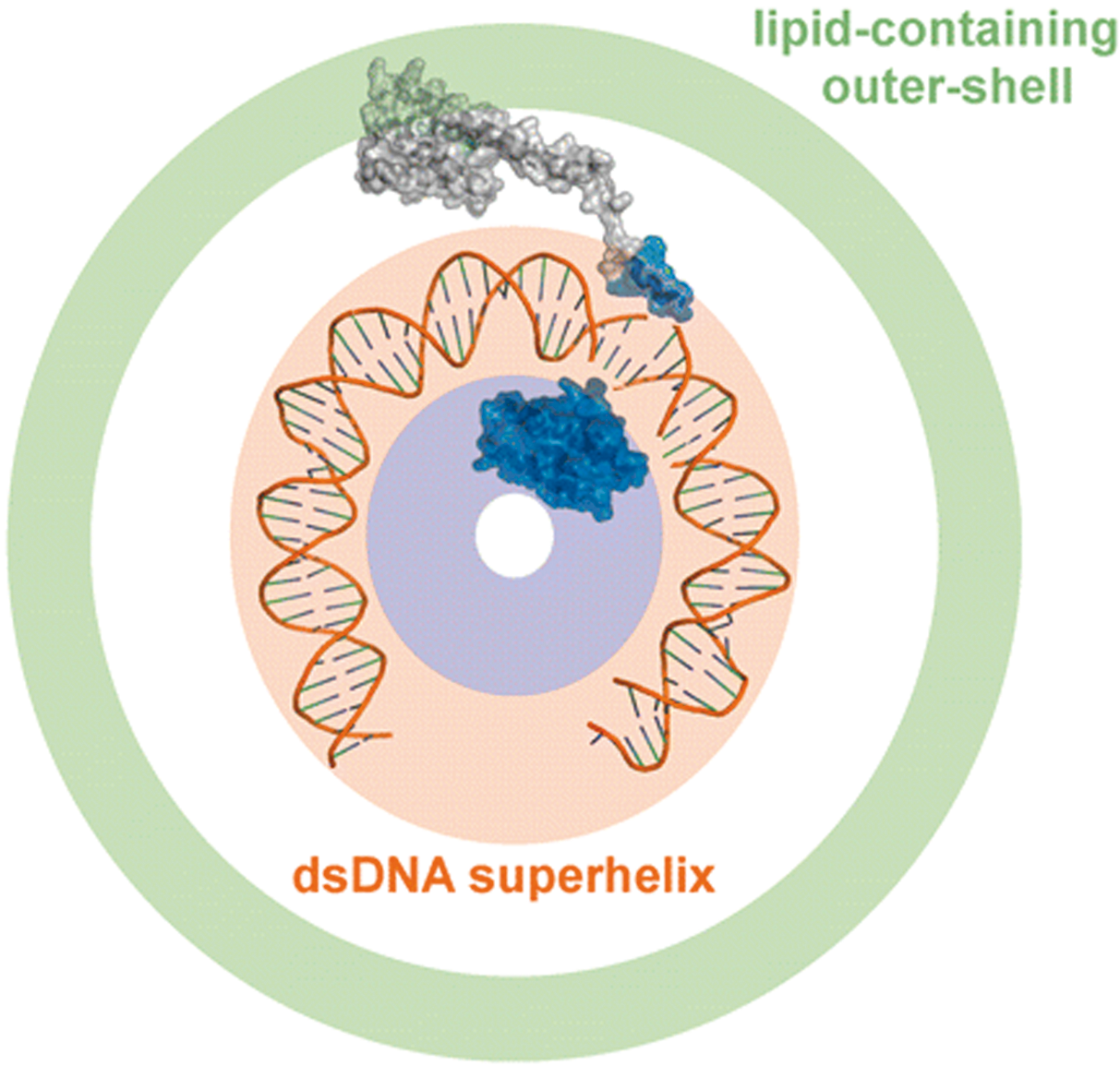
Topologisches Modell eines AFV-1-Virions

- Lipothrixviridae
  - Acidianus filamentous virus 2 (AFV-2, Spezies Deltalipothrixvirus pozzuoliense)

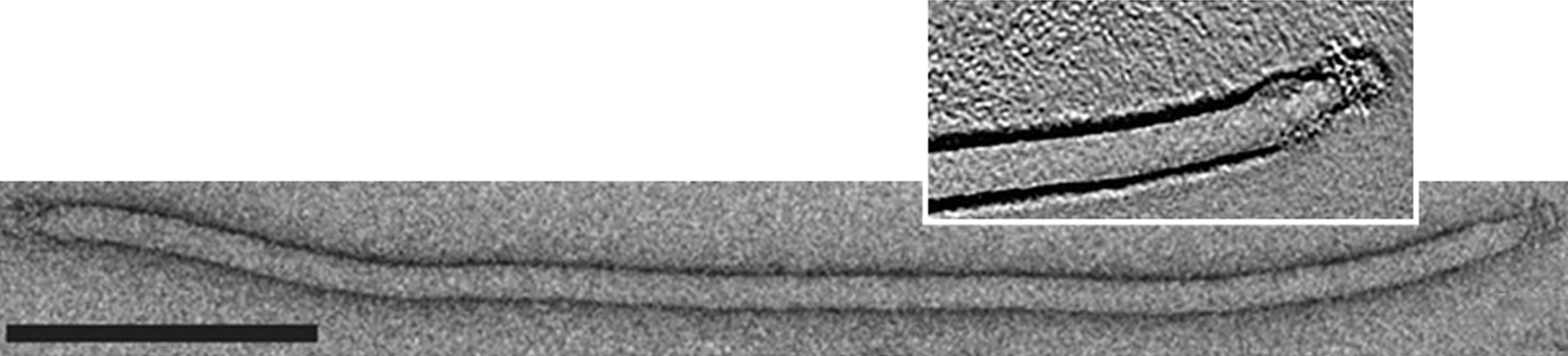
Acidianus filamentous virus 2

- Acidianus filamentous virus 3 (AFV-3, Spezies Betalipothrixvirus acidiani)

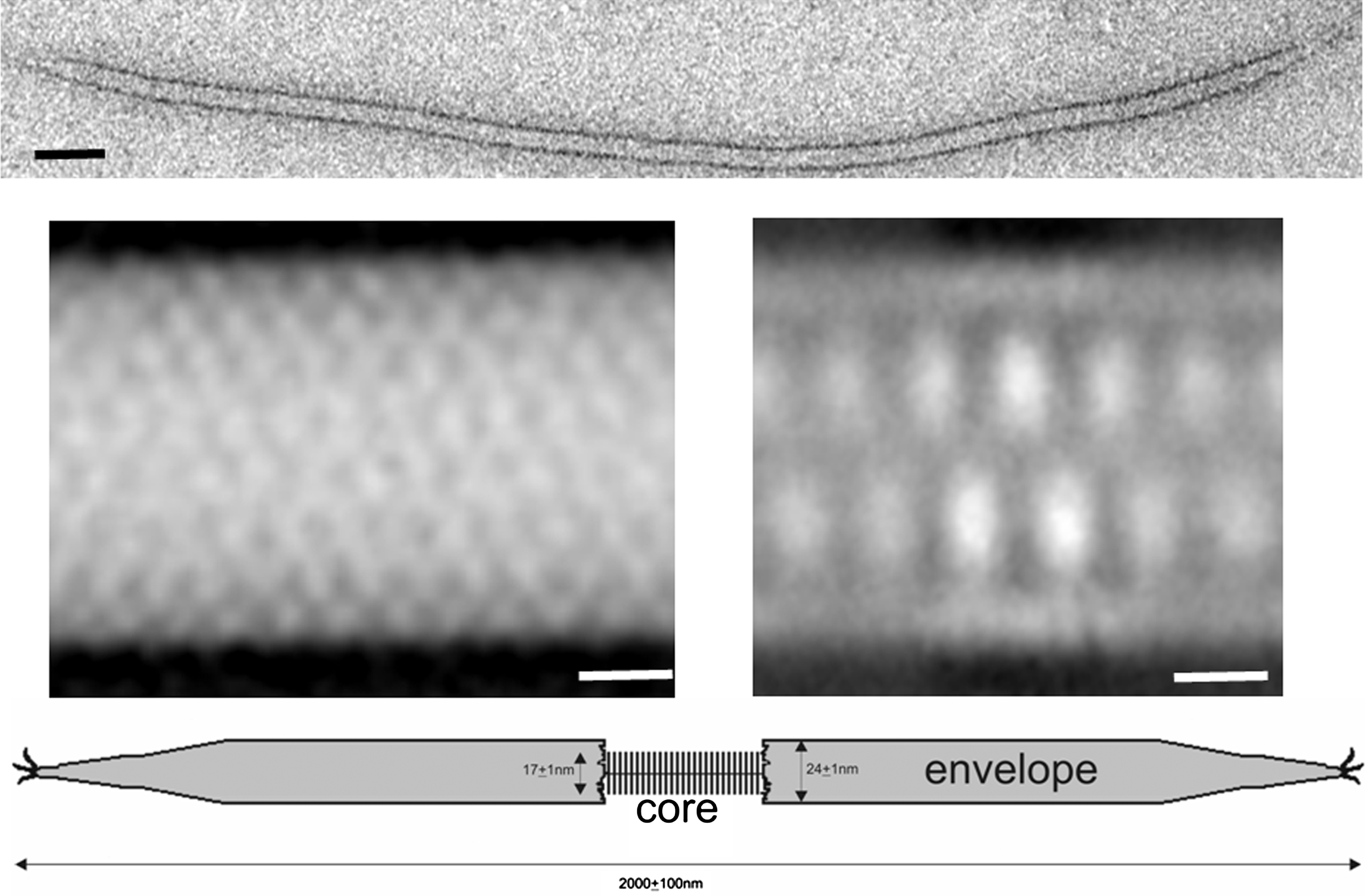
Acidianus filamentous virus 3

- zitronen-, spindel- und flaschenförmige Viren
  - Ampullaviridae
    - Acidianus bottle-shaped virus (ABV, Spezies Bottigliavirus pozzuoliense syn. Bottigliavirus ABV)

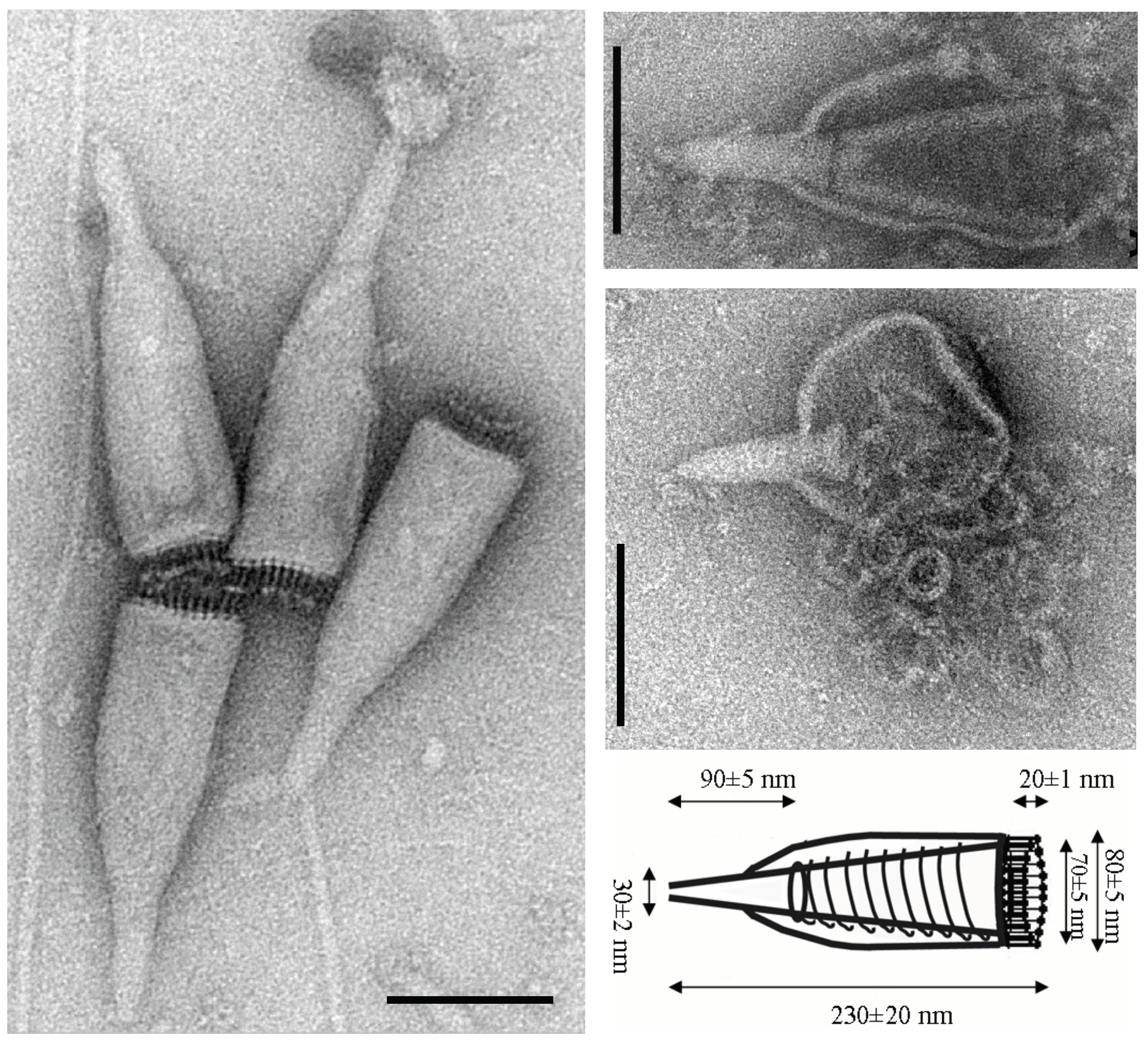
Acidianus bottle-shaped virus

- Bicaudaviridae
  - Acidianus two-tailed virus (ATV, Spezies Bicaudavirus pozzuoliense )

- Fuselloviridae

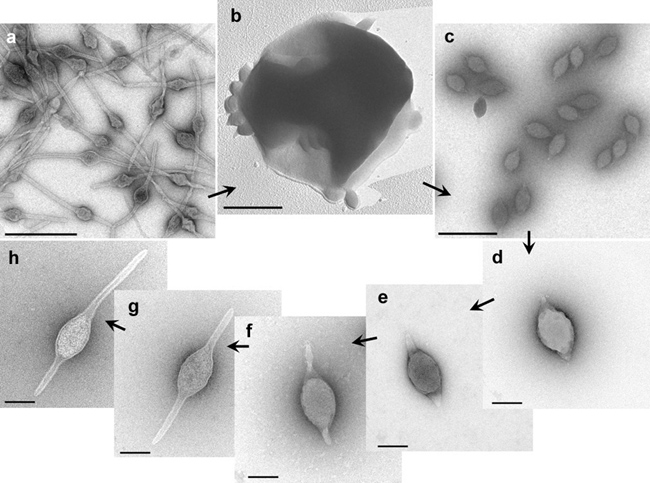
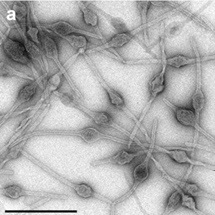
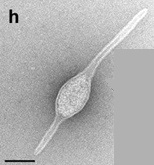
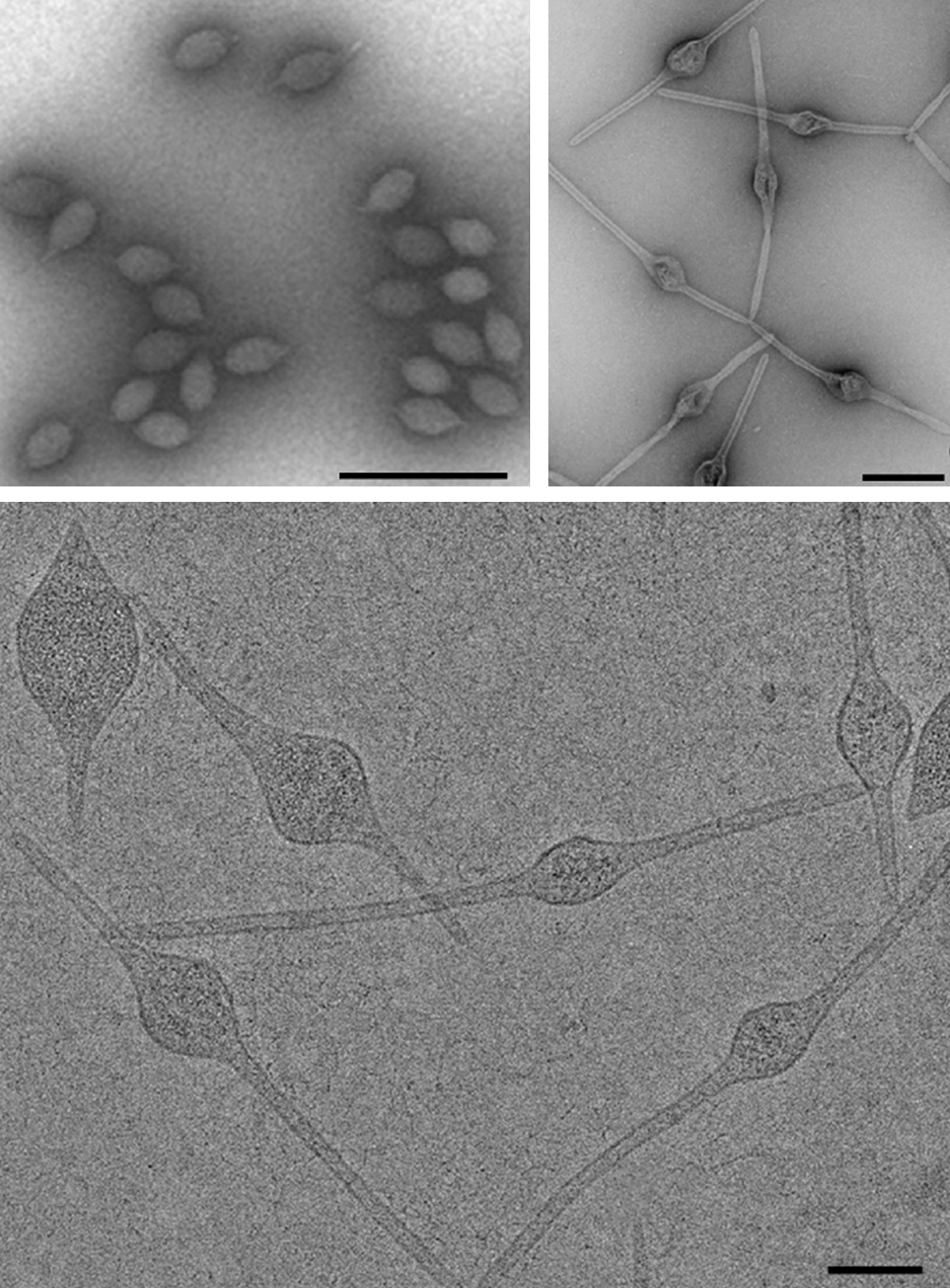

  - Acidianus spindle-shaped virus 1 (ASV-1, Spezies Betafusellovirus yellowstonense)

Schemazeichnung Betafusellovirus

## Weiterführende Literatur

### Wissenschaftiche Journale
- M. Alejandra Giaveno, M. Sofia Urbieta, J. Ricardo Ulloa, Elena Gonzalez Toril, Edgardo R. Donati: Physiologic Versatility and Growth Flexibility as the Main Characteristics of a Novel Thermoacidophilic Acidianus Strain Isolated from Copahue Geothermal Area in Argentina. In: Environmental Microbiology. 65. Jahrgang, Nr. 2, 3. Oktober 2012, hdl:11336/4310, S. 336–346, doi:10.1007/s00248-012-0129-4, PMID 23052926 (englisch).

- Sen Li, Jie Yang: System analysis of synonymous codon usage biases in archaeal virus genomes. In: Journal of Theoretical Biology. 355. Jahrgang, 21. August 2014, S. 128–129, doi:10.1016/j.jtbi.2014.03.022, PMID 24685889, PMC 7094158 (freier Volltext), bibcode:2014JThBi.355..128L (englisch).

- Jeemin H. Rhim, Alice Zhou, Maximiliano J. Amenabar, Grayson M. Boyer, Felix J. Elling, Yuki Weber, Ann Pearson, Eric S. Boyd, William D. Leavitt: Mode of carbon and energy metabolism shifts lipid composition in the thermoacidophile Acidianus. In. Environmental Microbiology, Band 90, 18. Januar 2024, S. e01369-23.; doi:10.1128/aem.01369-23 (englisch).

### Wissenschaftliche Bücher
- Karl O. Stetter: Bergey's Manual of Systematic Bacteriology. Hrsg.: J. T. Staley, M. P. Bryant, N. Pfennig, J. G. Holt. 1. Auflage. Band 3. The Williams & Wilkins Co., Baltimore 1989, Order III. Sulfolobales ord. nov. Family Sulfolobaceae fam. nov., S. 169 (englisch).